# Ерлінг Стейнвегг
Ерлінг I Стейнвегг (д/н — 1207) — кандидат на титул короля Норвегії з 1204 до 1207 року від партії баглерів, учасник громадянської війни у Норвегії.

## Життєпис
Позашлюбний син Магнуса V, короля Норвегії. після перемоги короля Сверріра I очільники баглерів втекли до Данії. Сам Ерлінг деякий час жив у Швеції, а потім переїхав до двору данського короля Вальдемара II. скориставшись раптовою смертю короля Гокона III, він висунув свої претензії на трон. За допомогою данських військ висадився у Норвегії й захопив її південну та західну частини. Тут його оголосили новим королем. Втім незабаром, у 1207 році Ерлінг, зненацька помер. Боротьбу баглерів проти біркебейнерів продовжив регент синів Ерлінга — Філіпп Сімонсcон.

## Родина
Діти від коханок:
- Сігурд
- ім'я невідоме.